# Migdol
Migdol (hebräisch migdāl für Turm; altägyptisch Mekter) ist die westsemitische Bezeichnung von Befestigungstürmen oder von kleinen Befestigungsanlagen. Im Alten Ägypten hießen die zumeist in Grenznähe errichteten Befestigungsanlagen Mekter. Daneben fungierte ein Migdol beziehungsweise Mekter auch als Grenzkontrollpunkt für Reisende, Händler, umherziehende Nomaden und Boten.